# Konferencja w Czerniowcach

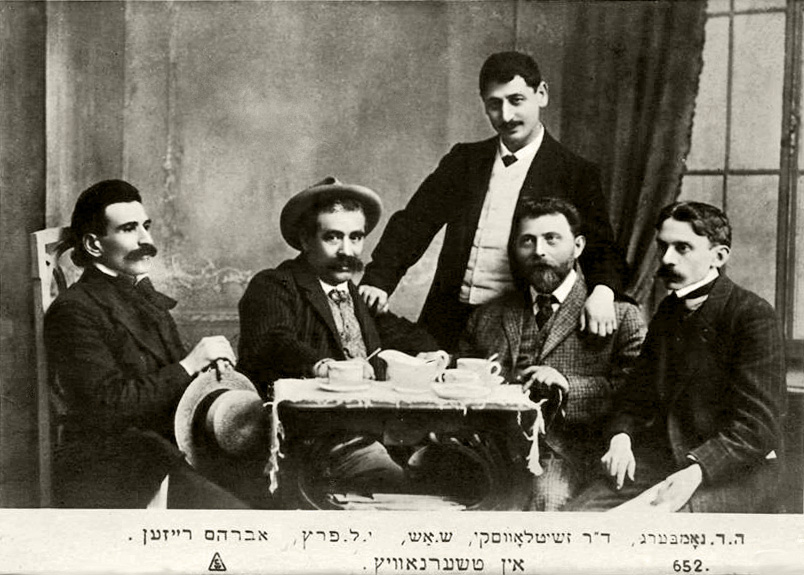
Pocztówka przedstawiająca uczestników konferencji, od lewej: Awrom Rajzen, Icchok Lejb Perec, Szalom Asz, Chaim Żytłowski i Hirsz Dawid Nomberg

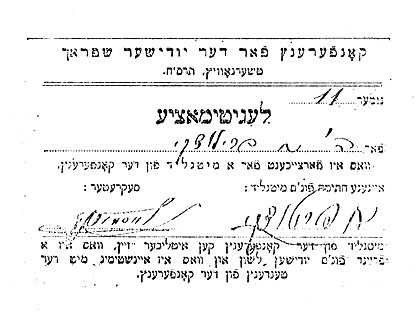
Karta uczestnika konferencji w Czerniowcach

Konferencja w Czerniowcach, I Konferencja Języka Jidysz (jid. ‏קאָנפֿערענץ פֿאַר דער ייִדישער שפּראַך‎, konferenc far der jidiszer szprach) – międzynarodowa konferencja poświęcona roli i znaczeniu języka jidysz. Odbyła się w dniach od 30 lub 31 sierpnia do 4 września 1908 roku w Czerniowcach. Wzięło w niej udział 70 delegatów reprezentujących wszystkie żydowskie opcje polityczne.

## Inicjatywa
Pomysłodawcą zorganizowania konferencji miał być Natan Birnbaum. Birnbaum uzyskał poparcie żydowskich intelektualistów w Stanach Zjednoczonych, którzy powołali w Nowym Jorku komitet, na którego czele stanęli Chaim Żytłowski, Dawid Pinski i Jakub Gordin. Na miejsce konferencji wybrano Czerniowce, stolicę Bukowiny. Powodem wyboru tego miasta była jego bliskość Imperium Rosyjskiego, dzięki czemu na konferencję mogli przybyć przedstawiciele społeczności żydowskiej z Rosji. Polityka Austro-Węgier była także bardziej liberalna dla organizacji zgromadzeń. Wybór miał również wymiar symboliczny: w Czerniowcach mieszkali zarówno Polacy, Ukraińcy, Rumuni, Niemcy jak i Żydzi. Żydzi mieli stać się pełnoprawnym i równym innym narodem, posługującym się własnym językiem narodowym – jidysz.
Konferencja miała odbyć się w nowo wybudowanym Żydowskim Domu Ludowym, jednak prawdopodobnie przez wrogość Benno Strauchera, syjonisty i prezesa gminy żydowskiej w Czerniowcach, zabroniono uczestnikom konferencji skorzystać z sal w tym budynku. W związku z tym konferencja przeniesiona została do Domu Ukraińskiego.

## Przebieg
Program konferencji zakładał dyskusje nad problemem uznania języka jidysz za język narodowy Żydów, zasadami jego gramatyki i ortografii, oraz dziełami kultury powstającymi w tym języku. Problemem, na który szczególnie zwracali uwagę organizatorzy konferencji, był brak wspólnej i ustandaryzowanej ortografii i pisowni jidysz. Planowano zorganizować panele dotyczące zapożyczeń i neologizmów, powstania słownika jidysz oraz literatury, teatru, prasy i znaczenia jidysz wśród młodzieży żydowskiej.
Przemówienia z okazji otwarcia konferencji wygłosili Icchok Lejb Perec i Natan Birnbaum (Birnbaum wygłosił przemówienie w języku jidysz, czytając je jednak z kartki, na której wypisano je w transkrypcji na alfabet łaciński). Po wygłoszeniu przemowy Birnbaum nie brał większego udziału w konferencji, a funkcję jej przewodniczącego sprawował Chaim Żytłowski. Podczas dyskusji Perec wniósł propozycję tłumaczenia klasycznej literatury hebrajsko-aramejskiej oraz Biblii na język jidysz, podobną propozycję wysuwał także Szalom Asz. W związku z tą propozycją syjoniści oskarżyli Pereca o wrogość wobec języka hebrajskiego, a bundowcy (Estera Frumkin) o osłabianie świadomości klasowej żydowskiego proletariatu. Wezwano także do tłumaczenia klasyków literatury europejskiej na język jidysz.
Odbyły się trzy pierwsze panele dyskusyjne. Następne nie mogły się odbyć z powodu powstania połączonej frakcji Poalej Syjon i Bundu pod przywództwem Leona Chasanowicza i Estery Frumkin, która protestowała przeciwko kontynuowaniu konferencji. Frakcja ta żądała wstrzymania dyskusji na temat statusu języka narodowego dla jidysz. Nie udało się wypracować żadnego porozumienia, w związku z czym konferencja została zakończona.

## Decyzje i bezpośrednie następstwa
W ostatecznej rezolucji przyjętej przez uczestników konferencji język jidysz został uznany za jeden z języków narodowych Żydów, wezwano także do zrównania go z innymi językami. Podczas konferencji uznano także potrzebę tworzenia szkół z językiem jidysz jako językiem wykładowym oraz istnienie prasy, wydawnictw i teatru w tym języku. Zezwolono również na tłumaczenie Biblii na język jidysz. Podczas konferencji planowano utworzyć organizację kulturalną dla całej kultury jidysz. Spotkało się to jednak ze sprzeciwem ze strony Estery Frumkin, która uważała, że żydowska burżuazja nie była w stanie współpracować z proletariatem. W związku z tymi protestami, powołano jedynie biuro zajmujące się językiem jidysz, które nie cieszyło się jednak autorytetem potrzebnym do wprowadzania swoich planów.
Po konferencji Perec i kilku innych uczestników próbowało podróżować po miastach Europy Wschodniej i Centralnej i zbierać fundusze, nie przyniosło to jednak sukcesu.

## Znaczenie i upamiętnienie
Konferencja była ważnym wydarzeniem podczas rozwoju ruchu jidyszystycznego. Agenda konferencji stała się, do 1941 roku, podstawą do prób ustandaryzowania jidyszowej ortografii i słownictwa. W 1928 roku w Czerniowcach zorganizowano konferencję w celu upamiętnienia 20 rocznicy konferencji z 1908 roku. Uroczystości rocznicowe zorganizowano także w 1993, 1998 i 2008 roku. Kolejną konferencją dotyczącą języka i kultury jidysz był Kongres Kultury Jidysz, zorganizowany w 1937 roku w Paryżu.
Konferencja zyskała liczne grono krytyków, m.in. Achad ha-Am określił ją jako „przedstawienie purimowe”, wyśmiewana była także przez Hilela Cajtlina, Rubena Brajnina i Morisa Rosenfelda. Do jej zwolenników należeli z kolei Szmuel Niger i Bal-Machszowes.

## Uczestnicy
W konferencji, oprócz organizatorów, udział wzięli m.in. Icchok Lejb Perec, Szalom Asz, Awrom Rajzen, Hirsz Dawid Nomberg, Noach Pryłucki, Mateusz Mieses, Mordechaj Spektor, Estera Frumkin, Michał Weichert, A. Almi, Anzelm Kleinman, Mojsze Lejb Halpern i Gerszom Bader. Z powodów zdrowotnych z udziału w konferencji zrezygnowali Mendele Mojcher Sforim i Szolem Alejchem.